# Heinrich Deubel
Heinrich Deubel (19 février 1890 - 2 octobre 1962) était un soldat de la Première Guerre mondiale, fonctionnaire et officier SS allemand qui fut commandant du camp de concentration de Dachau de janvier 1935 à mars 1936.

## Biographie
Deubel est né à Ortenburg (royaume de Bavière). Fils d'un facteur, il rejoint la Deutsches Heer en 1906 et entre à l'École des sous-officiers de l'Armée bavaroise. Pendant la Première Guerre mondiale, il sert dans le 16e régiment d'infanterie royal bavarois (de) jusqu'à sa capture par les Britanniques en juillet 1916. Prisonnier de guerre, il est libéré avec le grade de lieutenant, le 6 décembre 1919. Extrémiste de droite, il s'enrôle dès le plus jeune âge avec les Freikorps et d'autres groupes de droite et antisémites. Il participe au putsch de Kapp en mars 1920. La même année, il trouve un emploi de fonctionnaire dans un bureau de douane près de sa ville natale. Voulant poursuivre une carrière militaire, il rejoint le parti nazi (membre n° 186) le 13 août 1926 en même temps que son ami Egon Zill, faisant partie des 200 premiers membres de la SS. Marié l'année suivante, il est commandant de la SS-Standarte, régiment SS en Basse-Bavière de 1928 à 1931.
Deubel devient inspecteur du camp de concentration de Dachau en 1934 lorsque le commandant Theodor Eicke est promu inspecteur des camps de concentration le 4 juillet 1934. Deubel, dorénavant SS Oberführer, succède à Berthold Maack (de) et commande le camp du 12 janvier 1935 au 31 mars 1936. Les détenus le décrivaient comme calme et peu sévère, sous un régime assez libéral contrairement à son successeur Hans Loritz, réputé pour sa brutalité, qui régna d'une main de fer pendant trois ans. Loritz considère que ses prédécesseurs ont fait preuve de laxisme, il écrira même à Eicke en dénonçant le commandement paresseux de Deubel.
Alors commandant du camp, Deubel entre en conflit avec Heinrich Himmler en raison d'un incident public violent au moment où la SS se forgeait une mauvaise réputation. La veille de Noël 1934, Deubel était à la gare de Passau lorsqu'il assiste à une bagarre entre plusieurs personnes et un SS, accusé d'avoir retardé le train pour un problème à une billetterie. Alors qu'un policier intervient pour séparer les protagonistes et arrêter le SS, Deubel intervient à son tour et menace de déporter le policier dans le camp pour être « fouetté comme il le méritait ». Deubel prétendra plus tard qu'il était de son devoir de défendre son collègue membre de la SS lorsque le policier l'arrêtait. Cependant, l'incident valut une réprimande de Himmler car l'événement fut largement médiatisé en Allemagne ainsi qu'à l'étranger.
Le 31 mars 1937, il prend sa retraite de commandant dans les camps de concentration et cesse de travailler pour la SS, mais reste toujours adhérent. Il rejoint son poste d'agent des douanes, emploi dans lequel il est promu en 1939 et en 1941 commissaire de district des douanes, contrôlant alors la frontière avec la France.
Après la Seconde Guerre mondiale, Deubel est interné jusqu'en 1948, le gouvernement de l'Allemagne de l'Ouest ne déposant aucune accusation contre lui. Il meurt dans la ville de Dingolfing, en Bavière, le 2 octobre 1962.

## Décorations et rangs
- Croix de fer 1re et 2e classe

| Grades de Deubel | Grades de Deubel    |
| Date             | Rang                |
| ---------------- | ------------------- |
| 31 août 1926     | SS-Scharführer      |
| 30 octobre 1928  | SS-Sturmbannführer  |
| 1er février 1931 | SS-Standartenführer |
| 9 novembre 1934  | SS-Oberführer       |